# Hrabstwo Kingfisher

Piramida wieku mieszkańców hrabstwa Kingfisher

Kingfisher – hrabstwo w stanie Oklahoma w USA. Założone w 1907 roku. Populacja liczy 13 926 mieszkańców (stan według spisu z 2000 roku).
Powierzchnia hrabstwa to 2346 km² (w tym 6 km² stanowią wody). Gęstość zaludnienia wynosi 6 osoby/km².
Nazwa hrabstwa pochodzi od nazwy ptaka Kingfisher (Zimorodek).

## Miasta
- Cashion
- Dover
- Hennessey
- Kingfisher
- Loyal